# XMPP

Офіційний логотип

Extensible Messaging and Presence Protocol (XMPP) раніше Jabber — відкритий мережевий протокол для швидкого обміну повідомленнями та інформацією про присутність між користувачами мережі Інтернет. XMPP має ті ж базові можливості, що й такі комерційні системи швидкого обміну повідомленнями як GTalk, AIM, ICQ, MSN і Yahoo! Messenger. XMPP також має RFC під номером 3920. Основою XMPP є мова XML. Головною перевагою цієї технології є розподіленість, як в SMTP, та підтримка шлюзів в інші мережі обміну повідомленнями.

## Історія
Проєкт Jabber був заснований Джеремі Міллером на початку 1998 року, а перша згадка про нього з'явилася 4 січня 1999 року на сайті Slashdot. Фірма Jabber Inc. займається розробкою сервісів і програмного забезпечення для швидкого обміну повідомленнями і інформацією про присутність між користувачами Інтернету. при цьому платформа XMPP дозволяє налагодити обмін інформацією між різними системами.
Платформа Jabber стала одним з лідерів ринку. Зокрема, вона використовується в сервісах миттєвих повідомлень від компаній Google та Яндекс.
У вересні 2008 Cisco Systems оголосила про те, що планує придбати компанію Jabber Inc., постачальника відкритого програмного забезпечення для сервісів миттєвих повідомлень і функцій присутності. Після об'єднання з Cisco Systems, Jabber Inc. займатиметься розширенням функцій обміну повідомленнями і присутності у продуктах Cisco Systems.

## Стандарти XMPP
- RFC 3920 — Extensible Messaging and Presence Protocol (XMPP): Core
- RFC 3921 — Extensible Messaging and Presence Protocol (XMPP): Instant Messaging and Presence
- RFC 3922 — Mapping the Extensible Messaging and Presence Protocol (XMPP) to Common Presence and Instant Messaging (CPIM)
- RFC 3923 — End-to-End Signing and Object Encryption for the Extensible Messaging and Presence Protocol (XMPP)